# Internationale Missionsgesellschaft der Siebenten-Tags-Adventisten, Reformationsbewegung
Die Internationale Missionsgesellschaft der Siebenten-Tags-Adventisten, Reformationsbewegung (kurz: IMG; englisch: International Missionary Society, Seventh-day Adventist Church, Reform Movement) ist eine protestantische Freikirche, die aus der Gemeinschaft der Siebenten-Tags-Adventisten (heute „Freikirche der Siebenten-Tags-Adventisten“) entstand. Ihre Mitglieder werden üblicherweise als Reformadventisten bezeichnet. Internationaler Sitz ist Cedartown in Georgia (USA).

## Geschichte

### Beginn
Zu Beginn des Ersten Weltkriegs forderte die deutsche Leitung der Gemeinschaft der Siebenten-Tags-Adventisten, heute offiziell als Freikirche der Siebenten-Tags-Adventisten bezeichnet, ihre männlichen Mitglieder auf, sich als kämpfende Soldaten zur Verfügung zu stellen und auch am Sabbat, dem von den Adventisten geheiligten biblischen Ruhetag, zu kämpfen. Diese Entscheidung wurde als Grundsatz deklariert und bereits vier Tage nach Kriegsbeginn dem Kriegsministerium in schriftlicher Form unaufgefordert mitgeteilt. Bei vielen Mitgliedern der Gemeinschaft führte diese Änderung zu Unruhen. 

2000–3000 Gemeindemitglieder, die diese Änderung nicht akzeptierten, von der Gemeinschaft offiziell als „unnüchterne Elemente mit törichten Ideen“ und als „Betrüger“ bezeichnet, wurden „auf Grund ihres unchristlichen Verhaltens“ und „als Bedroher des inneren und äußeren Friedens“ ausgeschlossen. 

Verschiedene Zeitungen in ganz Deutschland – Köln, Dresden, Stuttgart und Berlin – berichteten, teilweise als Presseerklärung der Gemeinschaft, über diese Ausweisungen von Gemeindegliedern. Weitere Ausschlüsse ließ sich die Leitung der Gemeinschaft der Siebenten-Tags-Adventisten sogar notariell beglaubigen. Bis kurz vor Kriegsende wurden die kriegsablehnenden Gemeindemitglieder aus der Gemeinschaft der Siebenten-Tags-Adventisten ausgeschlossen und offiziell als „Landesverräter“, „Agitatoren“ und „als Bedroher der inneren und äußeren Sicherheit“ bezeichnet. Wenige Jahre später wurden die ehemals Ausgeschlossenen als „abtrünnige Adventisten“ tituliert. Diese Ausschlüsse von nicht kriegsbefürwortenden Gemeindemitgliedern werden heute als „Reinigungsaktionen“ bezeichnet.

### Gründung der Gemeinschaft
Die ehemaligen Mitglieder schlossen sich nach den Wirren zur Zeit des Krieges und in der Folgezeit zusammen:

„Am 23.12.1919 wurde die ‚Internationale Missionsgesellschaft der Siebenten-Tags-Adventisten, alte seit 1844 stehengebliebene Richtung‘ behördlich eingetragen und eine kurze Auflistung der Hauptglaubenspunkte herausgegeben.
Im Jahr 1920 begann die Herausgabe des Sabbatwächters als Mitteilungsblatt der Deutschen Union.“

1921 erfolgte die Namensänderung zum bis heute weltweit benutzten Namen Internationale Missionsgesellschaft der Siebenten-Tags-Adventisten, Reformationsbewegung (IMG). Die ersten Kontakte mit anderen, teilweise ebenfalls ausgeschlossenen Adventisten in osteuropäischen Ländern wurden geknüpft und mit den Bezeichnungen Donau-Union Sofia, Skandinavische Union Kopenhagen und Baltische Union Reval (heute Tallinn) organisatorisch eingegliedert. Die ersten Pastoren besuchten diese Länder. Die Missionsgesellschaft kam vom 14. bis 20. Juli 1925 zur ersten eigenen Generalkonferenz (umgangssprachlich Weltsynode) in Gotha zusammen. Hier wurden unter anderem die „Glaubensgrundsätze“ und die „Gemeindeordnung“ der Gemeinschaft in einer „Kurzgefassten Darstellung“ verabschiedet.
Für die Missionsarbeit gründete die IMG den im gleichen Haus untergebrachten „Missionsverlag für Glaubens- und Gewissensfreiheit“. In der dortigen gemeindeeigenen Druckerei wurde interne Literatur sowie teilweise wöchentlich neue Schriften und Broschüren für die Buchevangelisten und deren Missionsarbeit von Haus zu Haus hergestellt. Bis zur endgültigen Schließung der Geschäftsräume durch die Gestapo am 10. November 1936 versorgte der Missionsverlag die IMG mit Druckprodukten.

### Die Gemeinschaft im Nationalsozialismus
Die Verfolgung der Reformadventisten wurde durch ein bei Heinrich Himmler vom Leiter der deutschen Adventisten (STA), Emil Gugel, am 26. Januar 1934 persönlich abgegebenes Schreiben eingeleitet. Darin wird erwähnt, dass die Reformationsbewegung „eine falsche Einstellung zu Staat und Obrigkeit“ habe. Dieses Schreiben wurde am 2. Februar 1934 im Namen Heinrich Himmlers an den Sicherheitsdienst SD unter Leitung von Reinhard Heydrich gesandt.
Am 29. April 1936 verboten die Nationalsozialisten durch Reinhard Heydrich die Gemeinschaft mit der Begründung, sie verfolge „Ziele, die der Weltanschauung des Nationalsozialismus zuwiderlaufen“. Das Eigentum der Gemeinschaft wurde beschlagnahmt und ging bis auf eine Schreibmaschine vollständig verloren. Im Geheimen abgehaltene Gottesdienste im Wald (Mannheim, Lahr, Leipzig, Chemnitz) und auf dem Friedhof (Düren) in dieser Verbotszeit (1936–1945) wurden von der Gestapo mit Spitzeln überwacht, die Teilnehmer angezeigt und verurteilt. Ganze Gemeinden (Aachen, Bielefeld, Chemnitz, Dresden, Essen, Frankfurt, Hannover, Kattowitz, Lahr, Leipzig, Mannheim, Memmingen, München, Pforzheim, Schwerin, Stettin, Solingen, Wuppertal) saßen gemeinsam auf der Anklagebank der NS-Sondergerichte und wurden im Schnellverfahren (Dauer teilweise 30–45 Minuten) abgeurteilt. Die Teilnahme an zwei Abendandachten bedeutete in Mannheim sechs Wochen Gefängnis, die Teilnahme am Abendmahl in Frankfurt eine Geldstrafe in Höhe eines Monatslohns. In Bielefeld bedeutete die Mitgliedschaft und die Teilnahme an einem Waldspaziergang vier Monate Gefängnis. In Wuppertal wurden Gemeindeglieder wegen der Teilnahme am Gottesdienst zu Strafen verurteilt, die bis zu zehn Monatseinkommen ausmachten. Gefängnisstrafen wurden für die Dauer von einem Monat bis zwei Jahren verhängt. Jeder dieser Verurteilten galt fortan als vorbestraft. Viele Gemeindemitglieder unterlagen der Postüberwachung und die Pastoren wurden steckbrieflich gesucht. Kinder wurden ihren Eltern entzogen und in nationalsozialistischen Familien untergebracht. Von Kindesmisshandlungen in diesen Pflegefamilien wird berichtet. Im Falle Pietz wurde das Kind in einem Kinderheim in Bayern erst im Jahre 1947 vom Suchdienst des Roten Kreuz gefunden.
Nach Beginn des Zweiten Weltkrieges wurden Kriegsdienstverweigerer in den Reihen dieser Gemeinschaft zum Tode verurteilt und hingerichtet. Andere Reformadventisten wurden, teilweise aus dem Gefängnis heraus, in sog. Schutzhaft genommen und in KZs eingeliefert. Berichte von Überlebenden im KZ Sachsenhausen (Friedrich Bradtka, Eugen Bidlingmaier, Arnold Seelbach) und von zu Tode Gekommenen (Johann Hanselmann) liegen vor. Die Gemeinschaft war bereits ab 1935 eine verfolgte Untergrundkirche. Wegen der Postüberwachung konnten die wenigen Kontakte untereinander nur noch mündlich gepflegt werden. Teilweise überbrachten Kinder (Gemeinde Aachen/Alsdorf) Informationen, denn die Erwachsenen waren überwacht. Ein regelmäßiger Gemeindebetrieb sowie Seelsorge war bis zum Ende der NS-Herrschaft unmöglich. Der Kontakt der Mitglieder untereinander brach unter anderem wegen der Postüberwachung und der „Vorstrafen“ fast völlig zusammen. Verbindungen mit Reformadventisten im Ausland waren unterbunden, denn die NS-Behörden vermuteten eine Steuerung dieser „staatsfeindlichen“ Organisation aus dem Ausland.
Unter den protestantischen Freikirchen weisen die Reformadventisten im Dritten Reich die höchste Zahl sowohl von Märtyrern als auch von Kriegsdienstverweigerern auf. Pazifisten in den Reihen der Reformadventisten, die ihre Überzeugung mit dem Leben bezahlten, waren unter anderem Anton Brugger, Johann Hanselmann, Gottlieb Metzner, Alfred Münch, Viktor Pacha, Ludwig Pfältzer, Herbert Philipp, Günter E. Pietz, Gustav Przyrembel, Julius Ranacher, Leander Zrenner und Willy Thaumann. Die Gemeinschaft stellte 37 % aller religiös motivierten Kriegsdienstverweigerer, die nicht den Zeugen Jehovas zuzuordnen waren.

### Neubeginn in der Nachkriegszeit
Nach dem Zweiten Weltkrieg begann die Gemeinschaft in Deutschland nach zehn Jahren Verbot, Verfolgung und Untergrund wieder bei null. Alle rechtlichen Grundlagen, alle Unterlagen und jeglicher Besitz waren verloren. Nicht alle früheren Gemeindeglieder schlossen sich erneut der Gemeinschaft an, andere waren nach Krieg und Vertreibung nicht mehr auffindbar, andere waren ausgewandert, andere verstorben. Die offizielle Wiederzulassung als Religionsgemeinschaft wurde in Westdeutschland 1946 erreicht. Der organisatorische Aufbau verlief in den Nachkriegsjahren, der Zeit entsprechend, nicht so schnell wie gewünscht, die Trennung Deutschlands in Sektoren erschwerte dies zusätzlich. Die ersten deutschen Zusammenkünfte fanden in Dresden-Pillnitz bereits 1945, in Solingen, Esslingen und Memmingen 1946 statt. Die Zusammenschlüsse mit den Exil-Adventisten in der Schweiz, Holland und Skandinavien gelangen zügig. Der Aufbau der weltweiten Organisation gestaltete sich bedeutend schwieriger und langwieriger. Missverständnisse in den Zuständigkeiten erschwerten dies. Bevor der frühere Präsident 1944 starb, bat er den im Schweizer Exil lebenden Albert Müller (in Deutschland seit 1936 zur Schutzhaft ausgeschrieben), nach Ende der Krieges das weltweite Werk wieder aufzubauen. Zuerst mussten wieder Kontakte zu im Ausland lebenden Reformadventisten, soweit überhaupt noch möglich, hergestellt werden. Die erste weltweite Generalkonferenz (Weltsynode) in der Nachkriegszeit fand 1948 in Den Haag (Holland) statt.

### Abspaltungen
1951 trennte sich eine größere Gruppe unter der Leitung des aus Rumänien stammenden Dimitru Nicolici. Bei der Generalkonferenz (Weltsynode) in Woudschoten/Holland fiel eine Personalentscheidung gegen seinen Vorschlag aus. Daraufhin verließ Dimitri Nicolici mit seinen Anhängern diese Synode. Bezeichnend mag retrospektiv sein, dass die sich trennende Gruppe bereits wenige Tage später weltweit organisiert war. Zunächst behielten beide Organisationen den ursprünglichen Namen bei; seit 1952 firmiert die Gruppe von Dimitru Nicolici unter der Bezeichnung Gemeinschaft der Siebenten-Tags-Adventisten Reformationsbewegung (STA-REF). Dimitru Nicolici prophezeite das Ende der Welt auf das Jahr 1993 und wollte seine Gattin als Prophetin anerkennen lassen, das sie als „Heilige“ „neues Licht“ bekäme. Gegen Ende seines Lebens bezeichnete er die von ihm inszenierte Trennung als den größten Fehler seines Lebens.

## Gegenwart
Die Weltkirchenleitung der Internationalen Missionsgesellschaft der Siebenten-Tags-Adventisten, Reformationsbewegung, die Generalkonferenz, hat ihren Sitz im US-amerikanischen Cedartown, Georgia. Die deutsche Organisation befindet sich im badischen Mosbach. Die IMG ist weltweit als Missionsgesellschaft in über 130 Ländern der Erde aktiv.
Die Mitgliedschaft wird weltweit auf etwa 31.000 geschätzt, in Deutschland auf 350 in 24 Gemeinden.

## Lehre
Die theologische Ausrichtung basiert auf der Bibel in ihrer Gesamtheit als höchste geistliche Autorität. Als Gottes Wort wird sie als irrtumslos angesehen. Die 66 Bücher des Alten und Neuen Testaments der protestantischen Zählweise (ohne Apokryphen) werden als kanonisch betrachtet. Das Zentrum der Lehre ist, wie schon der Name ausdrückt, die Wiederkunft Christi. Das Gottesverständnis basiert auf der Einheit von Gott-Vater, Jesus Christus und dem Heiligen Geist. Der Heilige Geist ist Jesu Stellvertreter auf Erden. Das reformatorische Gedankengut des Protestantismus sola scriptura, sola fide, sola gratia, solus Christus ist elementarer Bestandteil des Glaubensverständnisses. Die prophetischen Bücher Daniel und die Offenbarung des Johannes genießen besondere Beachtung und sind tragende Säulen einer bibelorientierten Endzeittheologie. Im Gegensatz zu den weltweiten Adventisten wird in der Frage der Teilnahme am Militärdienst Pazifismus praktiziert. Das gesamte Schrifttum von Ellen Gould Harmon White wird als inspiriert betrachtet, wobei sie nicht als Prophetin, sondern als Botin bezeichnet wird.
Die IMG vertritt wegen der ausschließlichen theologischen Ausrichtung auf die Bibel die biblische 7-Tage-Schöpfung. Der historisch-kritischen Methode der Bibelauslegung wird nicht zugestimmt. Der Sabbat wird als Erinnerung an die göttliche Schöpfung („und Gott segnete den siebenten Tag und heiligte ihn“; 1. Mose 2,3) und als von Gott in den Zehn Geboten eingesetzt („Gedenke des Sabbattages, dass du ihn heiligst“; 2. Mose 20,8) angesehen und entsprechend geheiligt. Im Neuen Testament habe auch Jesus nach seiner Gewohnheit am Sabbat den Gottesdienst besucht (Lukas 4,16). Über Christi Tod hinaus sei die Gültigkeit des Sabbats festgelegt („Bittet aber, dass eure Flucht nicht geschehe im Winter oder am Sabbat“; Matthäus 24,20). Eine Heiligung des Sonntags habe weder im Alten noch im Neuen Testament eine Grundlage.
Gottesdienste und Versammlungen sind öffentlich. Aus dem Bibelverständnis heraus wird die Gläubigentaufe praktiziert. Ökumenische Bestrebungen werden abgelehnt, denn darin sieht man einen Synkretismus, der den biblischen Glauben unterminiere.

### Lebensweise
Eine gesundheitsbewusste Lebensweise auf Basis der Bibel („oder wisset ihr nicht, dass euer Leib ein Tempel des Heiligen Geistes ist, welchen ihr habt von Gott … denn ihr seid teuer erkauft“; 1. Kor. 6,19) und des Schrifttums von Ellen G. White soll praktiziert werden. Im aktuellen Grundsatzheft der IMG, Ausgabe 1997, wurde formuliert: „wir enthalten uns des Genusses aller Arten des Fleisches“. Der Genuss von Tabak und anderer Rauschmitteln wird abgelehnt: „Wir vermeiden alkoholische Getränke“. Dem Fortschritt in der Medizin wird Rechnung getragen. „Medikamente sollten nur bei Notwendigkeit mit Vorsicht gebraucht werden.“ Zu den Medikamenten zählen auch Impfstoffe. Bei der Gesundheit gilt für die IMG: „Gott erwartet nicht, dass wir in Glaubensdingen den Verstand ausschalten.“